# لاک‌پشت شکم‌قرمز فلوریدا
لاک‌پشت شکم قرمز فلوریدا (نام علمی: Pseudemys nelsoni) نام یک گونه از زیرراسته نهان‌گردن است. ابن گونه بوم‌زاد ایالت‌های فلوریدا و جورجیا می‌باشد.